# Alikovskij rajon
L'Alikovskij rajon (in russo Аликовский район?) è un rajon della Russia che si trova in Ciuvascia. Il centro amministrativo Alikovo è situato a 67 chilometri da Čeboksary, capitale della Ciuvascia.
La popolazione del distretto ammonta a 14 273 abitanti.
Il distretto fu istituito il 1º ottobre 1927 ed è situato nella parte centrale della Ciuvascia.

## Amministrazione
Il capo dell'amministrazione del distretto è Leonid A. Čitnaev.
Il presidente dell'Assemblea dei Deputati è V. Ch. Dubinin.

## Geografia antropica

### Suddivisioni amministrative
Il distretto di Alikov è suddiviso in 12 insediamenti rurali (сельское поселение).